# Myaka myaka
Myaka myaka – endemiczny gatunek słodkowodnej ryby z rodziny pielęgnicowatych (Cichlidae), jedyny przedstawiciel rodzaju Myaka.

## Występowanie
Południowo-zachodni Kamerun w wulkanicznym jeziorze Barombi Mbo.

## Opis
Osiąga w naturze do około 7 cm długości. Odżywia się fitoplanktonem i małymi owadami.

## Zagrożenie i ochrona
Gatunek wpisany do Czerwonej księgi gatunków zagrożonych w kategorii krytycznie zagrożonych (CR). Potencjalne zagrożenie stanowią wulkaniczne gazy przedostające się do jeziora.